# Agapanthia lais
Agapanthia lais là một loài bọ cánh cứng trong họ Cerambycidae.